# Pieltainia iberica
Pieltainia iberica är en tvåvingeart som beskrevs av Arias 1919. Pieltainia iberica ingår i släktet Pieltainia och familjen puckeldansflugor. Inga underarter finns listade i Catalogue of Life.